# София Элеонора Саксонская
София Элеонора Саксонская (нем. Sophie Eleonore von Sachsen; 23 ноября 1609, Дрезден — 2 июня 1671, Дармштадт) — принцесса из альбертинской линии Веттинов, в замужестве ландграфиня Гессен-Дармштадтская.

## Биография
София Элеонора — старший ребёнок в семье курфюрста Саксонии Иоганна Георга I и его второй супруги Магдалены Сибиллы Прусской, дочери герцога Пруссии Альбрехта Фридриха.
Вопреки начавшейся Тридцатилетней войне свадьба Софии Элеоноры с будущим ландграфом Гессен-Дармштадта Георгом II, состоявшаяся в Торгау 1 июля 1627 года, отмечалась с размахом. По случаю свадьбы состоялась премьера первой немецкой оперы «Дафна» Генриха Шютца, положившая начало музыкальному сопровождению княжеских празднеств. Супругу Софии Элеоноры Георгу, ставшему зятем саксонскому курфюрсту, удалось добиться признания нейтралитета Гессен-Дармштадта у короля Швеции Густава II Адольфа.

## Потомки
- Людвиг VI (1630—1678), ландграф Гессен-Дармштадта, женат на принцессе Марии Елизавете Шлезвиг-Гольштейн-Готторпской (1634—1665), затем на принцессе Елизавете Доротее Саксен-Гота-Альтенбургской (1640—1709)
- Магдалена Сибилла (1631—1651)
- Георг (1632—1676), ландграф Гессен-Иттера, женат на принцессе Доротее Августе Шлезвиг-Гольштейн-Зондербургской (1636—1662), затем на графине Юлиане Александрине Лейнинген-Дагсбург-Гейдесгеймской (1651—1703)
- София Элеонора (1634—1663), замужем за ландграфом Вильгельмом Кристофом Гессен-Гомбургским (1625—1681)
- Елизавета Амалия (1635—1709), замужем за курфюрстом Филиппом Вильгельмом Пфальц-Нейбургским (1615—1690)
- Луиза Кристина (1636—1697), замужем за графом Кристофом Людвигом I Штольбергским (1634—1704)
- Анна Мария (1637)
- Анна София (1638—1683), аббатиса Кведлинбургского монастыря 1681—1683
- Амалия Юлиана (1639)
- Генриетта Доротея (1641—1672), замужем за графом Иоганном II Вальдек-Пирмонтом (1623—1668)
- Иоганн (1643)
- Августа Филиппина (1643—1672)
- Агнесса (1645)
- Мария Гедвига (1647—1680), замужем за герцогом Бернхардом I Саксен-Мейнингенским